# Le Marais

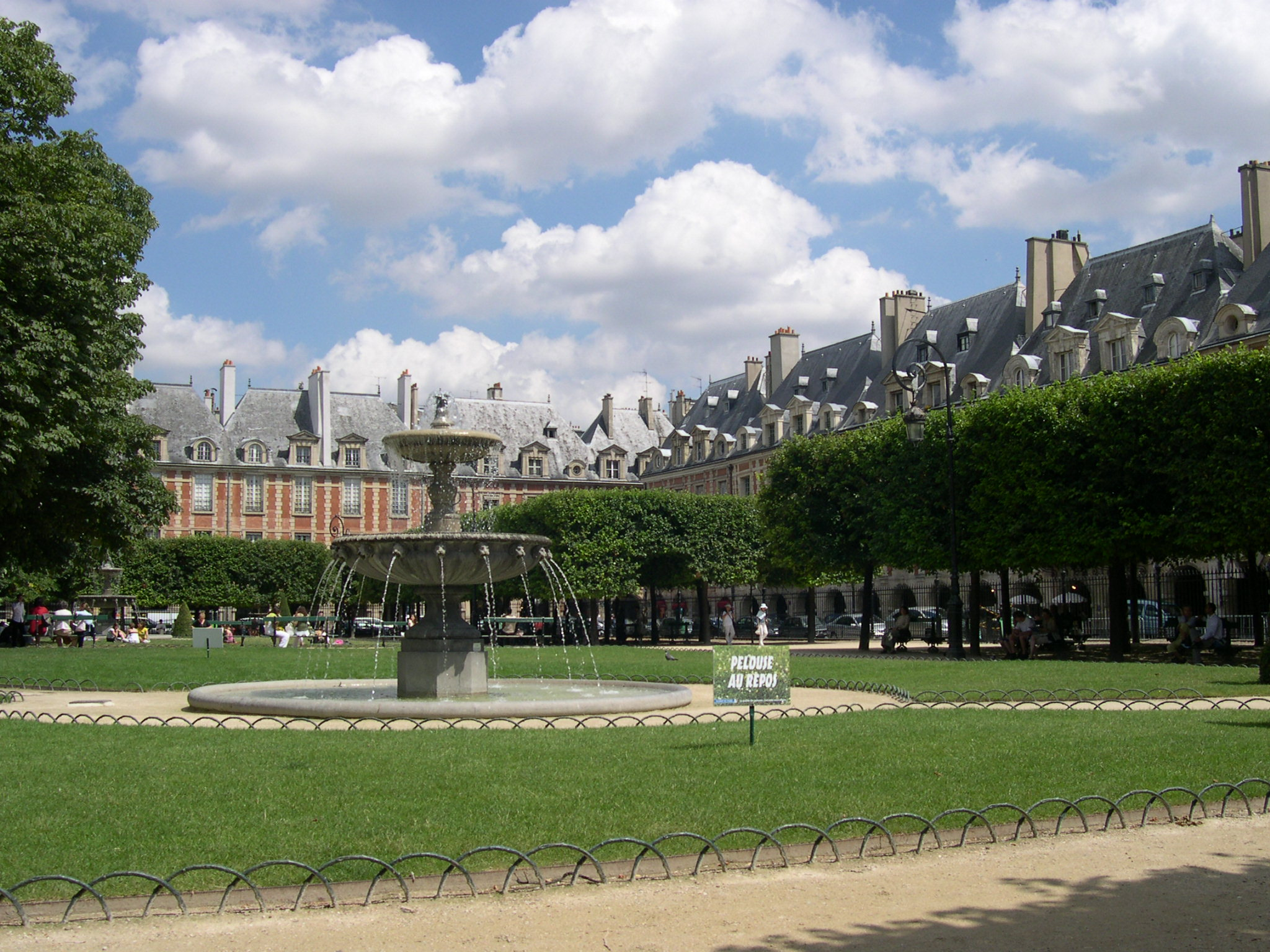
Place des Vosges w Le Marais

Le Marais (wymowa fr.: [ly maʀɛ]) – dzielnica (quartier) Paryża na północnym brzegu Sekwany na terenie Trzeciej i Czwartej Dzielnicy określana tą wspólną historyczną nazwą. Znajduje się w trójkącie między Centrum Pompidou, Placem Bastylii i Placem Republiki. Najważniejszą arterią dzielnicy jest Rue de Rivoli. Uchodzi za jeden z najbardziej malowniczych fragmentów metropolii, chętnie odwiedzany przez turystów.

## Historia

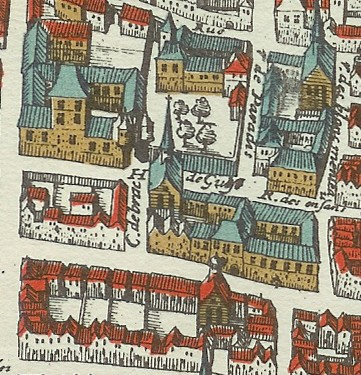
Fragment planu dzielnicy na XVII-wiecznej grafice

Pierwotnie było to zielone przedmieście Paryża. Swoje posiadłości rolne mieli tu templariusze (np. Twierdzę Temple). Dzielnica rozkwitła na przełomie XVI/XVII wieku, gdy Henryk IV miał tu swoją główną siedzibę. Przyciągnęła ona w te rejony arystokrację, która zaczęła tu budować swoje posiadłości. Okolica ta opustoszała jednak ponownie już pod koniec XVII w., gdy siedziba królów Francji została przeniesiona do Luwru. Dawne pałace i siedziby arystokracji przejęli drobni kupcy i miejska biedota. W XIX wieku obszar stał się dzielnicą przemysłową, co uchroniło budynki Le Marais przed unowocześnieniem.
Po wyprowadzeniu się z tych terenów przemysłu, dzielnica podupadła i stała się ponownie miejscem zamieszkania paryskiej biedoty – ośrodkiem życia bezrobotnych, imigrantów, drobnych rzemieślników i sklepikarzy. Jedna z ulic, Rue des Rosiers (ulica Róż) stała się, centrum życia Żydów, którzy w latach międzywojennych przywędrowali tu z krajów Europy Centralnej. Subdzielnica żydowska z koszernymi sklepikami i synagogami istnieje do dzisiaj.

## Atrakcje turystyczne

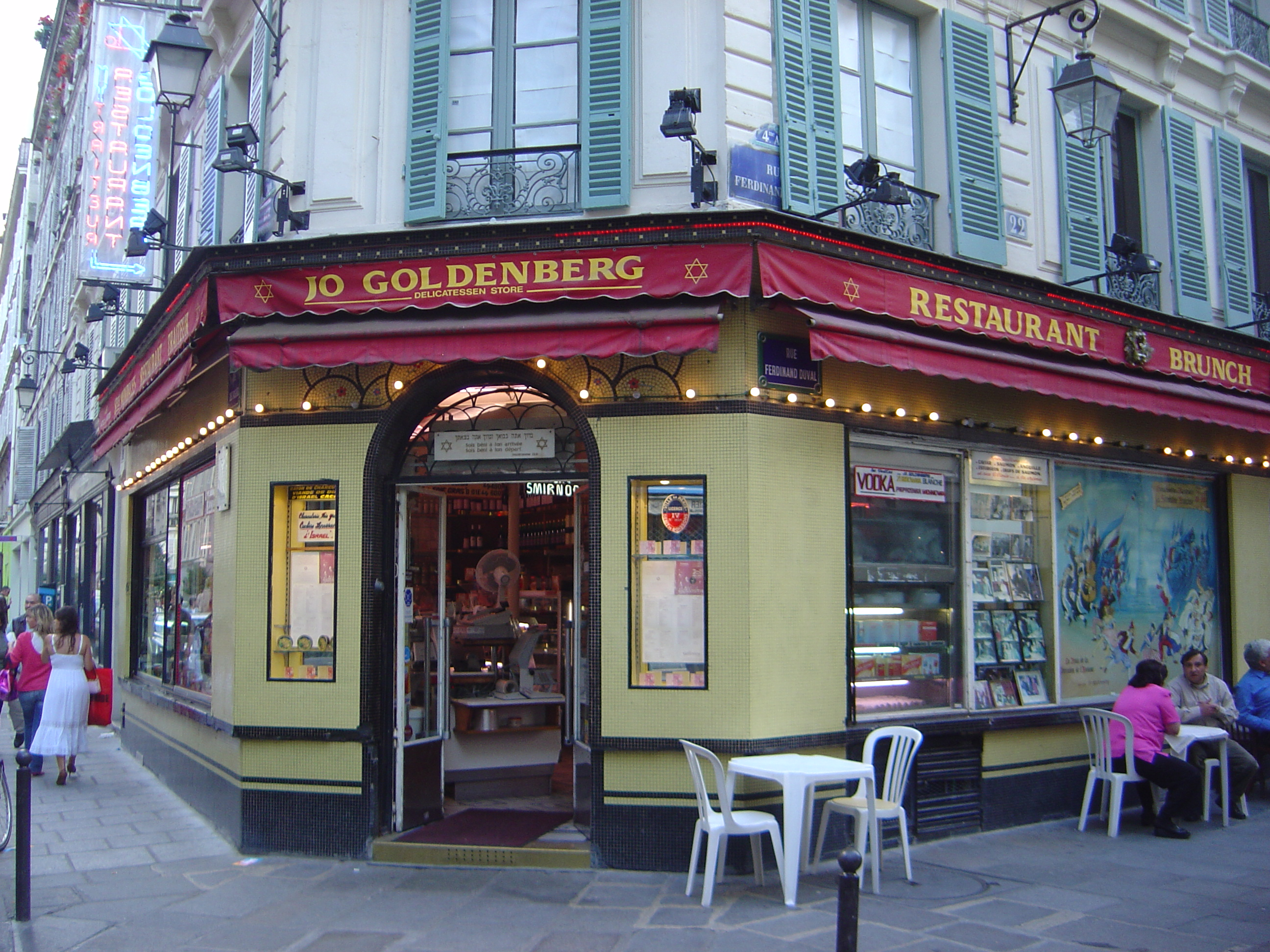
Restauracja „Jo Goldenberg” przy Rue des Rosiers w żydowskiej części dzielnicy

Najważniejsze miejsca polecane turystom to:
- Place des Vosges przy którym mieszkał m.in. Victor Hugo,
- kościół Saint-Gervais-Saint-Protais,
- kościół Notre-Dame-des-Blancs-Manteaux,
- Centrum Georges’a Pompidou,
- Muzeum Pabla Picassa w Hôtel Aubert de Fontenay (Salé),
- Muzeum Sztuki i Historii Judaizmu
- Biblioteka Historyczna w Hôtel Lamoignon,
- Muzeum Historii Paryża w Hôtel Carnavalet.

Mieszczą się tu też historyczne rezydencje: Hôtel de Soubise, Hôtel de Rohan-Strasbourg.

## Dzielnica gejowska

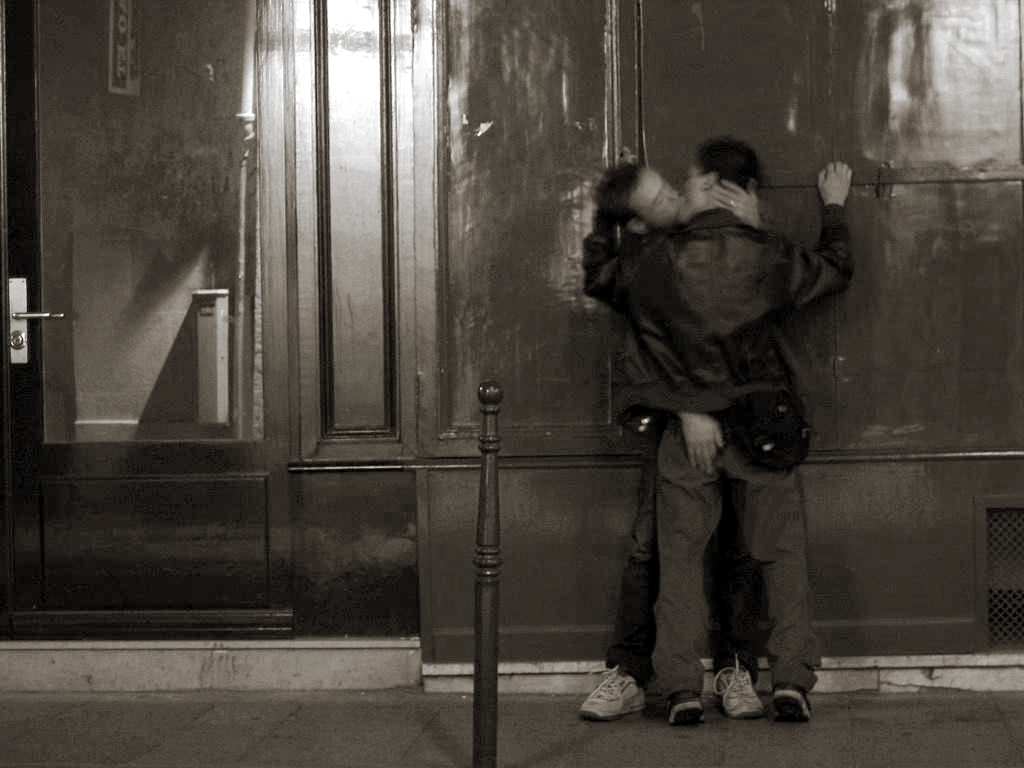
Gejowski pocałunek w Le Marais

Wieczorem Le Marais, szczególnie ulica Vieille du Temple, staje się miejscem spotkań wspólnoty homoseksualnej.
Paryż od dawna cieszy się dużą swobodą obyczajową i otwartością, co dotyczy również LGBT. W czerwcu w stolicy Francji odbywają się gay pride, cywilne związki cywilnoprawne par homoseksualnych (PACS) istnieją od 2000 r., a w marcu 2001 r. merem Paryża został Bertrand Delanoë otwarcie przyznający się do tego, że jest homoseksualistą. Geje korzystali i korzystają bez problemów z lokali w całym Paryżu i nigdy nie istniała potrzeba budowania przez nich wspólnoty na zasadzie oblężonej twierdzy. Z tego powodu nigdy nie powstała tu dzielnica gejowska taka, jak typowe gay village w Ameryce.
Wyłonienie się centrum towarzyskiego LGBT w Le Marais odbyło się dość nietypowo. Początek gejowskiej sławy dzielnicy zanotowano pod koniec lat 80. XX w. wraz z nadejściem mody na kluby fitness i siłownie. Powstało ich w tej okolicy wyjątkowo sporo i zyskały popularność wśród dobrze usytuowanych finansowo gejów mieszkających w Le Marais. Wcześniej, w latach 60. i 70. gejowskie życie nocne toczyło się głównie wokół rue St. Anne w Pierwszej Dzielnicy i na Rive Gauche – lewym (tym gorszym) brzegu Sekwany.
W 2007 roku odnotowano w Le Marais około 40 siłowni i saun w których spotykają się geje. Ogólną liczbę lokali i sklepów gejowskich oszacowano na ok. 300. Ulice z największą liczbą gejowskich lokali i sklepów to rue Ste-Croix-de-la-Bretonnerie, rue des Archives (z najbardziej znanym „Open Café”) i rue Vieille du Temple – wszystkie w Czwartej Dzielnicy. Dalsze rejony przebiegają w kierunku zachodnim w kierunku Les Halles. Tam małe kluby dla gejów otwarto jeszcze w latach 80. przy rue de la Verrerie i rue des Lombard. Na obrzeżu dzielnicy, w pobliżu Montorgueil działają ponadto kluby „Le Dépôt” oraz „Impact”.